# 비센테 이보라
비센테 이보라 데 라 푸엔테(스페인어: Vicente Iborra de la Fuente, 1988년 1월 16일 ~ )는 스페인의 전 축구 선수이다. 그는 현재 레반테의 수석 코치를 역임하고 있다.